# Girls' Generation
Girls' Generation (hangul: 소녀시대), även kända som SNSD, är en sydkoreansk tjejgrupp bildad 2007 av SM Entertainment.
Gruppen består av de åtta medlemmarna Taeyeon, Sunny, Hyoyeon, Yuri, Yoona, Tiffany, Sooyoung och Seohyun. Tidigare ingick även Jessica i gruppen, hon lämnade uppsättningen under 2014.

## Medlemmar

### Taeyeon

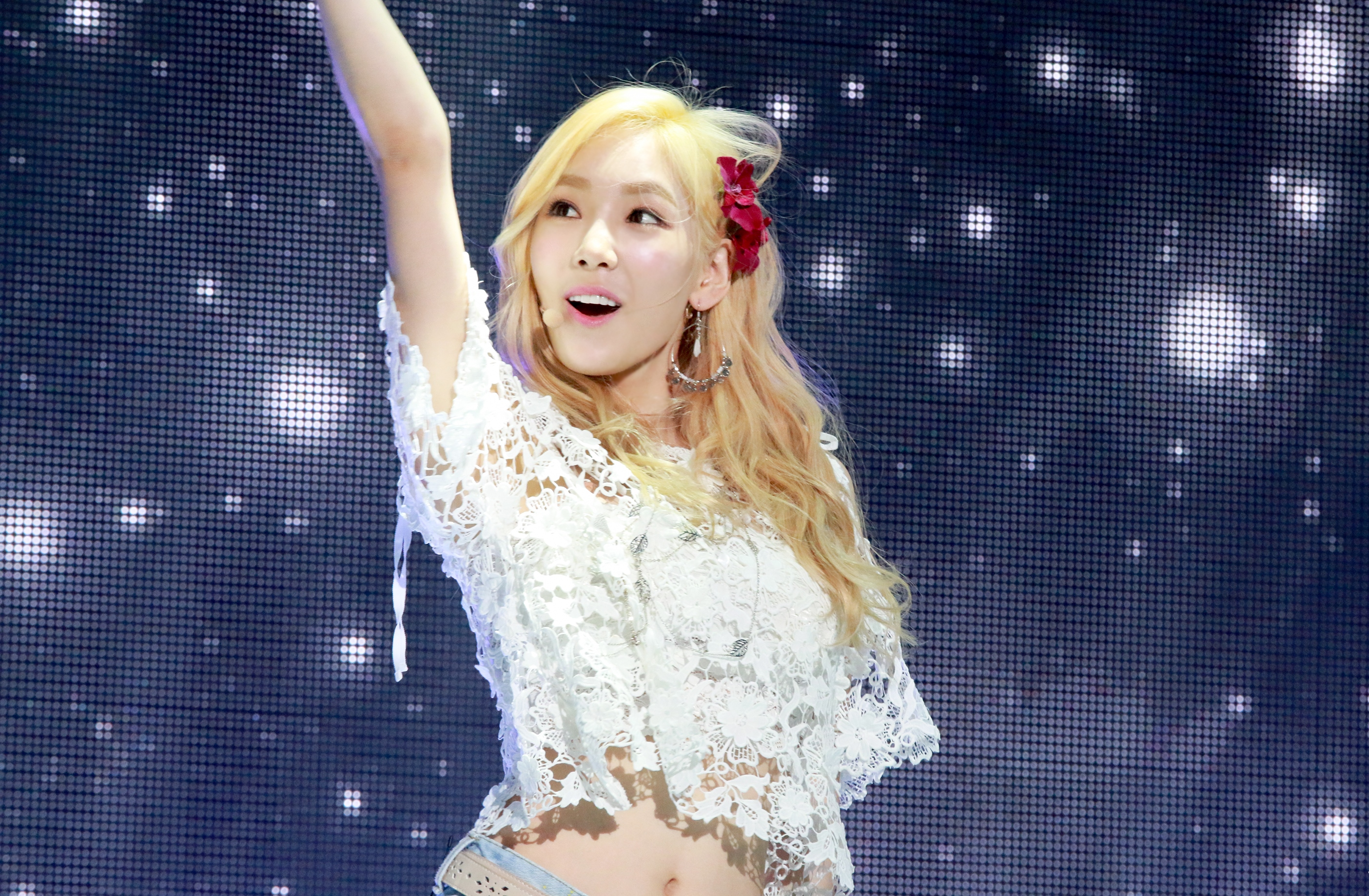
Taeyeon år 2015

- Födelsenamn: Kim Tae Yeon (Hangul: 김태연 Hanja: 金太妍),
- Född: 9 mars 1989

Kim Tae Yeon, mer känd som Taeyeon, ledare för gruppen, blev upptagen av SM år 2004 då hon vann SM 8th Annual Best Contest. Taeyeon hade sitt eget radioprogram "Good Friends Radio" som hon i början ledde tillsammans med Kangin från Super Junior, men som hoppade av 19 april 2009. Därefter ledde hon det själv, men den 25 april 2010 lämnade hon över programmet till sångerskan IU. Taeyeon har uppträtt som soloartist på flera soundtrack, med bland andra låtarna "Manyage (If)" som var med i KBS2 dramat "Hong Gil Dong" och "Deullinayo (Can You Hear Me)" som var med i dramat "Beethoven Virus". Hon sjöng duetten "It's Love" med gruppmedlemmen Sunny till dramat "Heading to the Ground". Hon sjöng även låten Motion till samma drama med de andra lead-sångarna i gruppen (Jessica, Sunny, Tiffany, Seohyun). "If" belönade henne med YEPP Popularity award år 2008. Hon sjöng även låten för Caribbean Bay, "Cabi", med gruppmedlemmarna Jessica, Seohyun, Tiffany och Yuri och pojkgruppen 2PM.

### Sunny

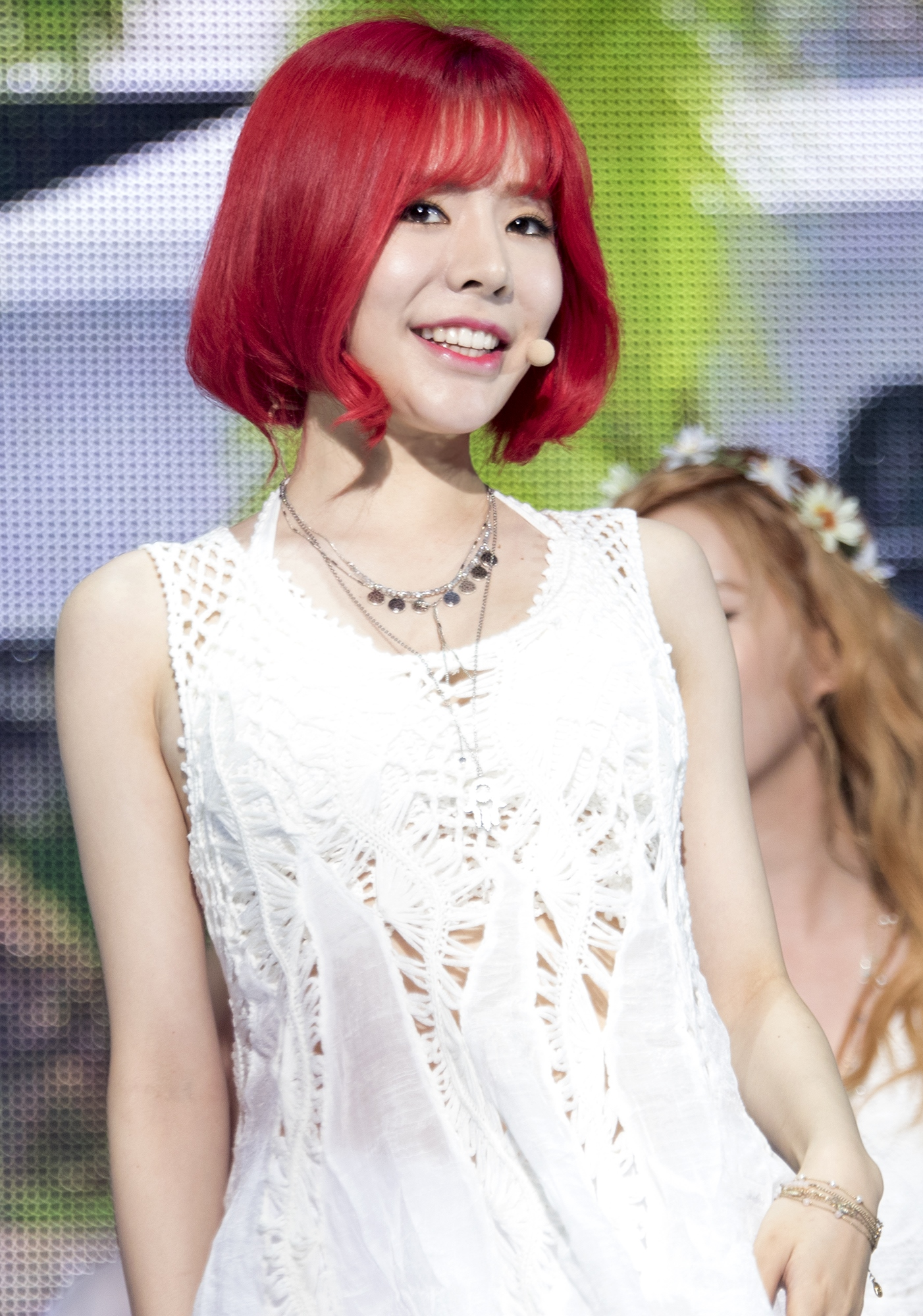
Sunny år 2015

- Födelsenamn: Lee Soon Kyu (Hangul: 이순규; Hanja: 李順圭)
- Född: 15 maj 1989

Sunny föddes i USA men flyttade till Kuwait medan hon fortfarande var en bebis. Hennes familj flydde därifrån till Sydkorea på grund av Gulfkriget. 1998 började hon träna för Starlight Entertainment innan hon fem år senare överfördes till Starworld. Där blev hon medlem i en duett som kallades "Sugar" som efter att ha tränat i fyra år upplöstes innan de debuterade. 2007 började Sunny träna för SM Entertainment och debuterade nio månader senare som medlem i Girls' Generation. Hon är vokalist. Sunny har haft sitt eget radioprogram ChunJi tillsammans med Sungmin från Super Junior men slutade 30 juli 2008. 
Hon har varit med i Super Junior H:s musikvideo "Cooking? Cooking!". Sunny var med på soundtracket av Story of Wine där hon sjöng låten "Finally Now". Hon var också med på soundtracket av Oh My Lady där hon sjöng låten Your Doll. Sunny sjöng låtarna It's love och Motion till soundtracket av Heading to the Ground, Motion sjöng hon med de andra vokalisterna i gruppen (Taeyeon, Jessica, Tiffany, Seohyun) och It's Love sjöng hon som duett med Taeyeon. Sunny har varit med i tv-programmet Invincible Youth tillsammans med Yuri och är numera med i Invincible Youth 2 tillsammans med Hyoyeon.
Hon är brorsdotter till Lee Soo Man, som är grundare av SM Entertainment.

### Tiffany

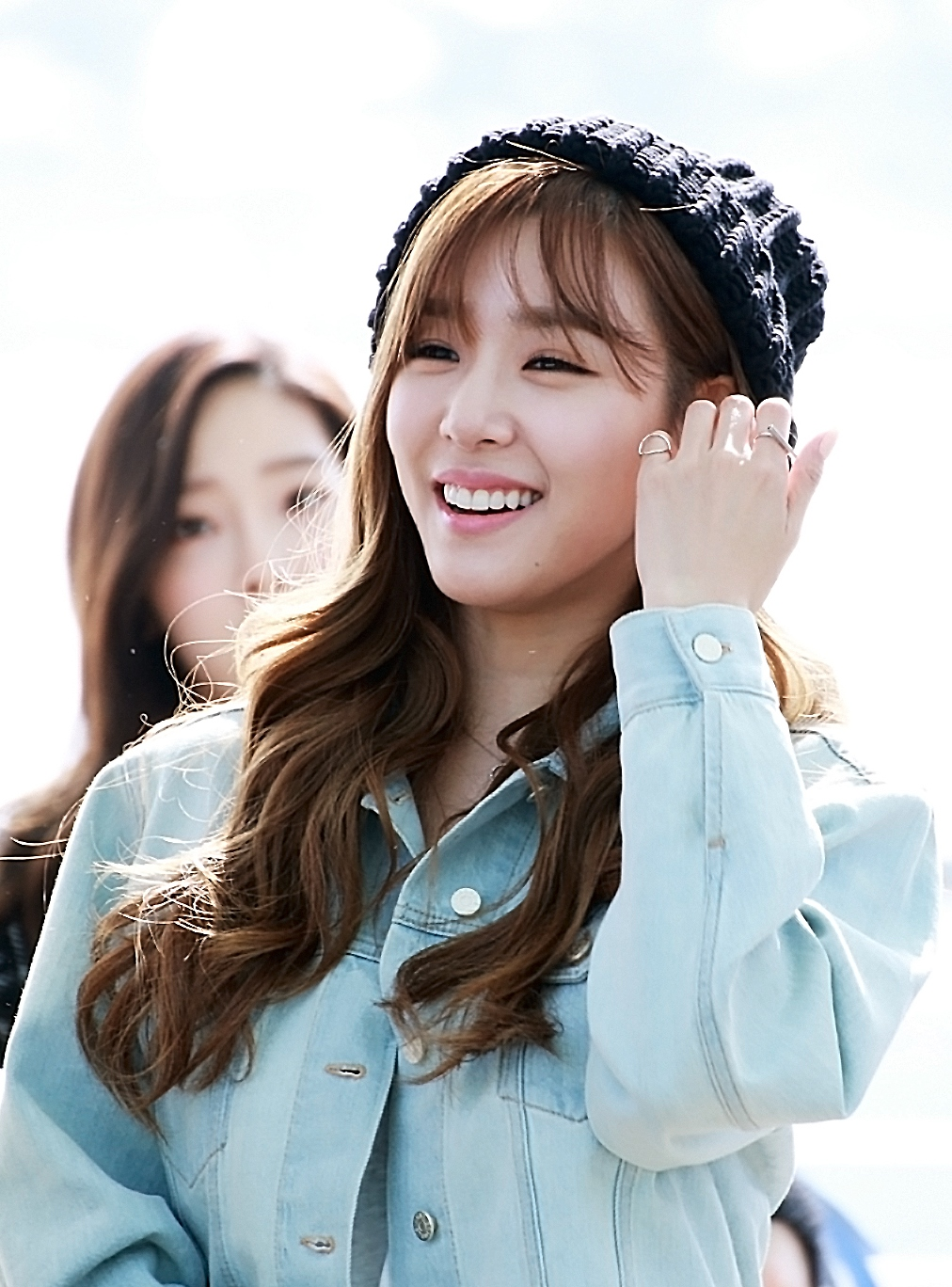
Tiffany år 2015

- Födelsenamn: Stephanie Hwang, koreanskt namn Hwang Mi Yeong (Hangul: 황미영; Hanja: 黄美英)
- Född: 1 augusti 1989

Tiffany föddes i San Francisco i Kalifornien men växte upp i Diamond Bar i Kalifornien. Hon upptäcktes när hon var med i SM Starlight Casting System år 2004 i Los Angeles. Efter att ha tränat i tre år och sju månader debuterade hon som en av vokalisterna i gruppen. Tillsammans med gruppmedlemmarna Seohyun och Jessica har hon släppt singlarna "Oppa Nappa" och "Mabinogi (It's Fantastic)". Hon medverkade i soundtracket till Ja Myung Go med låten "Na Honjaseo (By Myself)" och med duetten "Sonyeo, Sarangeul Mannada" ("A Girl Meets Love"), som hon sjöng med K.Will, och även med en cover av "Feeling Only You" tillsammans med gruppmedlemmen SooYoung. Hon medverkade i soundtracket till dramat "Heading to the Ground" med låten Motion, som hon sjöng med de andra vokalisterna i gruppen. Hon sjöng även låten för Caribbean Bay, "Cabi", med gruppmedlemmarna Jessica, Seohyun, Taeyeon och Yuri och pojkgruppen 2PM. Tiffany och Yuri har varit programledare för musikprogrammet Music Core. Hon har kommit ut med sitt eget album "I Just Wanna Dance".

### Hyoyeon

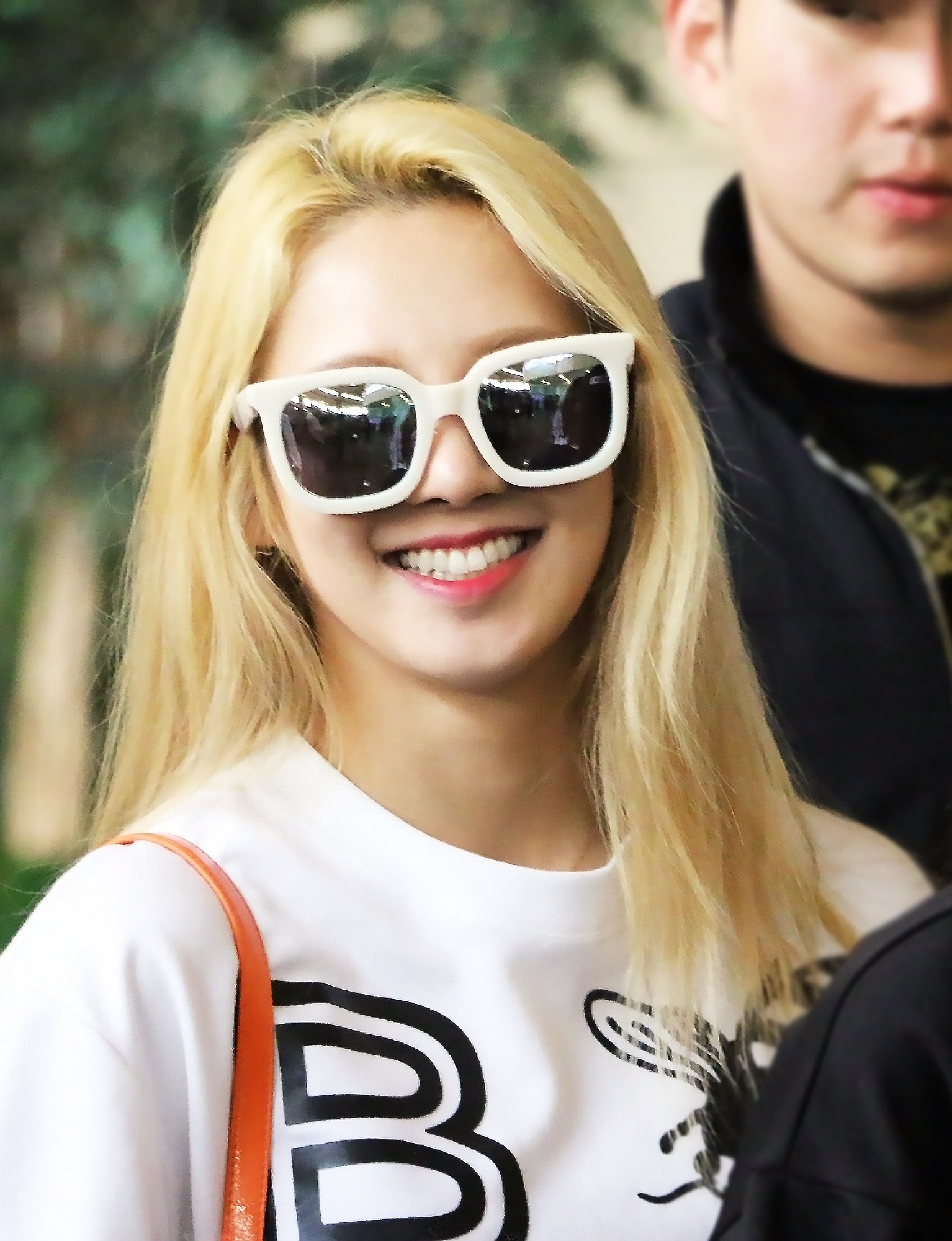
Hyoyeon år 2015

- Födelsenamn: Kim Hyo Yeon (Hangul: 김효연; Hanja: 金孝淵)
- Född: 22 september 1989

Hyoyeon är gruppens främsta dansare. När hon gick i grundskolan gick hon på en dansskola där hon lärde sig hiphop, jazzdans och latinsk dans. 1999 började hon på Winners Dance School, en berömd dansskola i Sydkorea som specialiserar sig på "Popping", "Locking", "animation" och andra hiphop-stilar. Tillsammans med Min från Miss A bildade hon en dansduo som kallades Little Winners och som uppträdde på olika uppvisningar. Hon blev upptagen i SM år 2000 innan hon debuterade med gruppen. 2004 åkte hon och Siwon från Super Junior till Peking i Kina, för att studera mandarin. Hyoyeon var BoAs silhuettdansare under en föreställning på M.net KM Music Festival 2005. Hyoyeon är numera med i tv-programmet Invincible Youth 2 med Sunny. Sunny lämnade dock programmet i början av juli, men Hyoyeon stannade kvar. År 2012 var hon med i "Dancing with the Stars" säsong 2. Hyoyeon och hennes partner kom på andra plats.

### Yuri

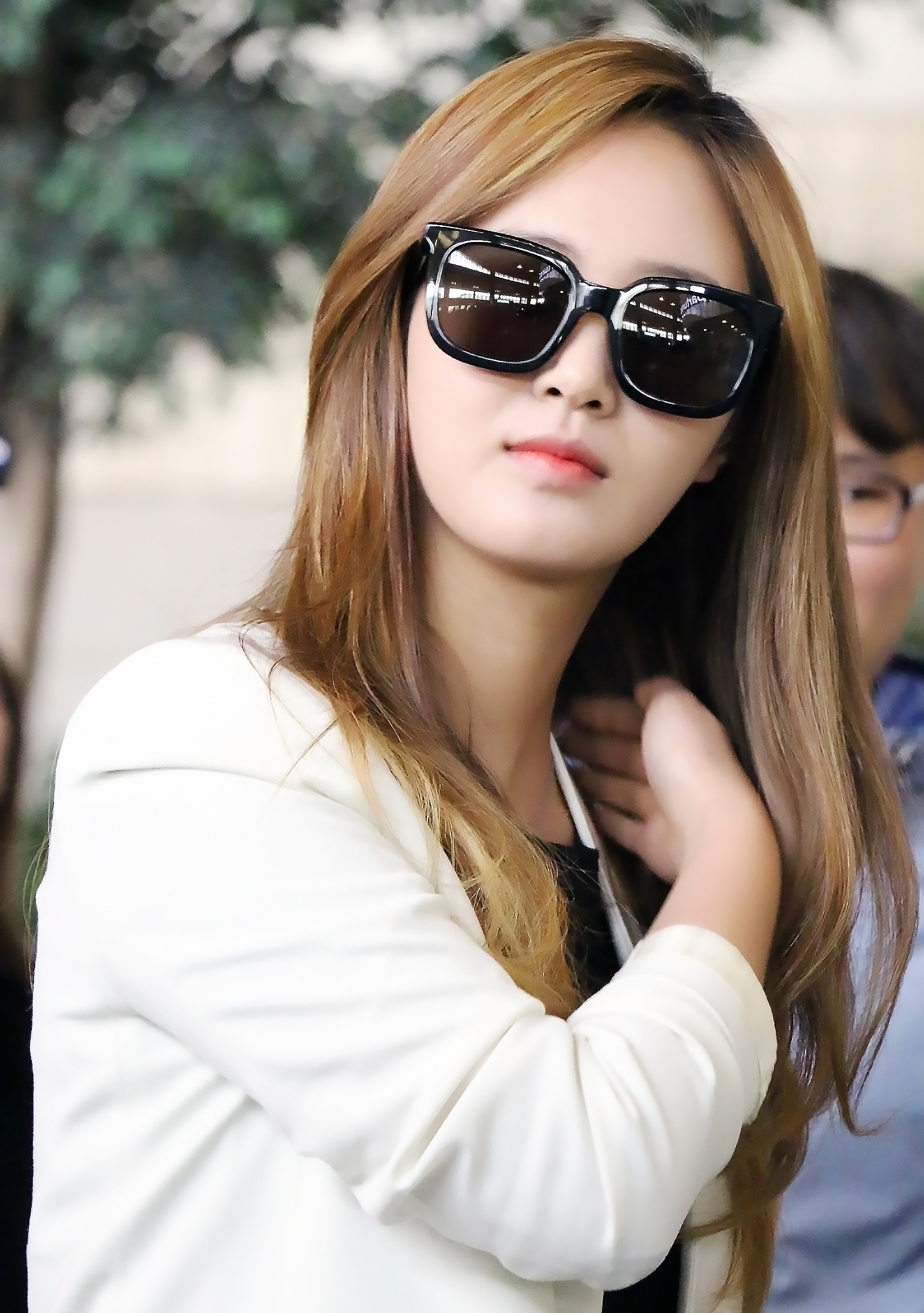
Yuri år 2015

- Födelsenamn: Kwon Yu Ri (Hangul: 권유리; Hanja: 權侑利)
- Född: 5 december 1989

Yuri gick med i SM efter att hon vann första pris i SM Youth Best Dancer Contest år 2001. Efter att ha tränat i fem år och 11 månader debuterade Yuri som den andra främsta ledande dansaren efter Hyoyeon. I Super Juniors film "Attack on the Pin-Up Boys" spelade hon en liten roll som ballerina, och hon har även medverkat i en rad olika musikvideor, bl.a. TVXQ:s "Beautiful Life", K.Will's "Dropping the Tears" och "JjaRaJaJja" av Joo Hyun-Mi & SeoHyun (ft. Davichi). Hon har även varit med i programmet Invincible youth tillsammans med Sunny. Hon sjöng även låten för Caribbean Bay, "Cabi", med gruppmedlemmarna Jessica, Seohyun, Taeyeon och Tiffany och pojkgruppen 2PM. Yuri medverkade i musikvideon till låten tillsammans med gruppmedlemmarna Yoona och Seohyun, och Nichkhun, Taecyeon och Chansung från 2PM. Förutom sitt soloarbeten är hon, tillsammans med Tiffany, programledare för musikprogrammet Music Core.

### Sooyoung

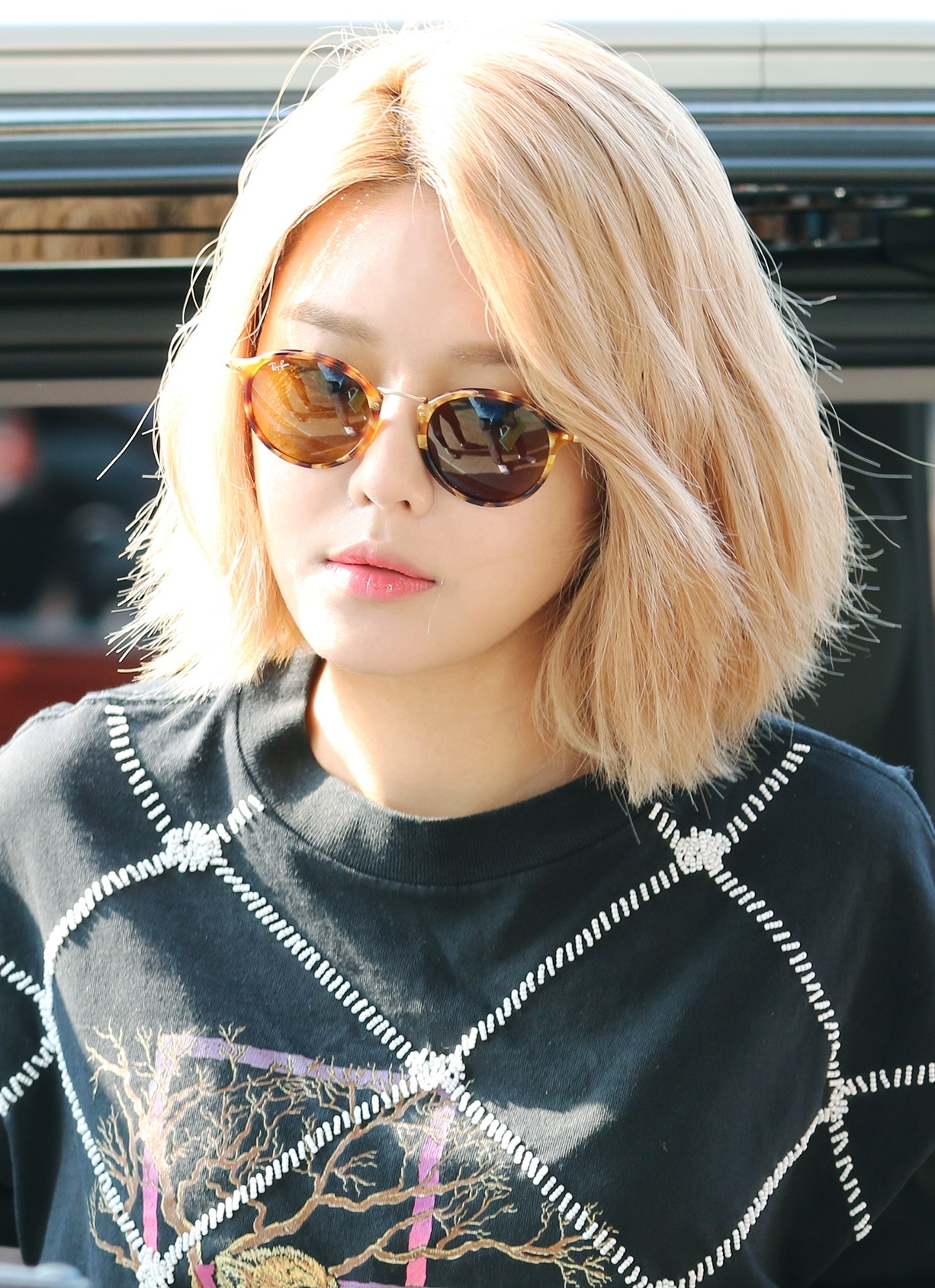
Sooyoung år 2015

- Födelsenamn: Choi Soo Young (Hangul: 최수영; Hanja: 崔秀英)
- Född: 10 februari 1990

Innan Sooyoung gick med i Girls' Generation hade hon en kort karriär i Japan som sångerska i gruppen "Route φ". Hon debuterade tillsammans med Marina Takahisa med låten "start". Sooyoung har varit DJ för radioprogrammet "ChunJi" tillsammans med Sungmin från Super Junior men ersattes av Sunny p.g.a sitt pressade schema. Sooyoung har haft en liten roll i tv-serien "Unstoppable Marrige", tillsammans med Yuri. Hon är programledare för MBC:s tv-program "Fantastic Duo". Hon sjöng även låten "Feeling Only You" tillsammans med Tiffany.

### Yoona

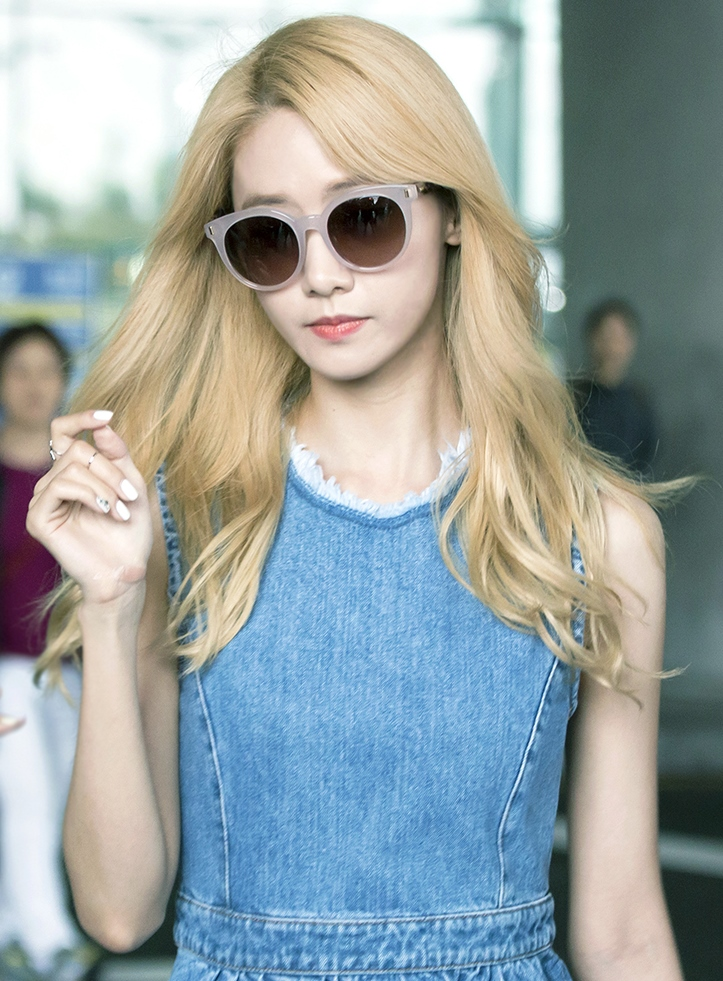
Yoona år 2015

- Födelsenamn: Im Yoon A (Hangul: 임윤아; Hanja: 林潤娥)
- Född: 30 maj 1990

Yoona blev upptagen i SM på 2002 SM Saturday Open Casting Audition. Hon är förutom för sin sångkarriär känd som skådespelare och modell och är ofta omtalad för att vara den vackraste medlemmen i Girls' Generation. Yoona medverkade i en reklam för Caribbean Bay och var med i en musikvideo till låten "Cabi" tillsammans med gruppmedlemmarna Yuri och Seohyun, och Nichkhun, Taecyeon och Chansung from 2PM. År 2007 debuterade hon som skådespelerska i dramat "9 Ends, 2 Out". År 2008 var hon med i "Woman of Matchless Beauty" innan hon fick sin första huvudroll i dramat "You Are My Destiny", vilket belönades med flera priser. Hon kallas även för "ansiktet av Girls' Generation".
Utmärkelser
- 2008 KBS Drama Awards: Best New Actress Award (You Are My Destiny)
- 2008 KBS Drama Awards: Netizen Award
- 2008 Korean Drama Festival: Netizen Popularity Award (You Are My Destiny)
- 2009 45th Baeksang Arts Awards: Best New Actress (You Are My Destiny)
- 2009 45th Baeksang Arts Awards: Netizen Popularity Award (You Are My Destiny)

### Seohyun

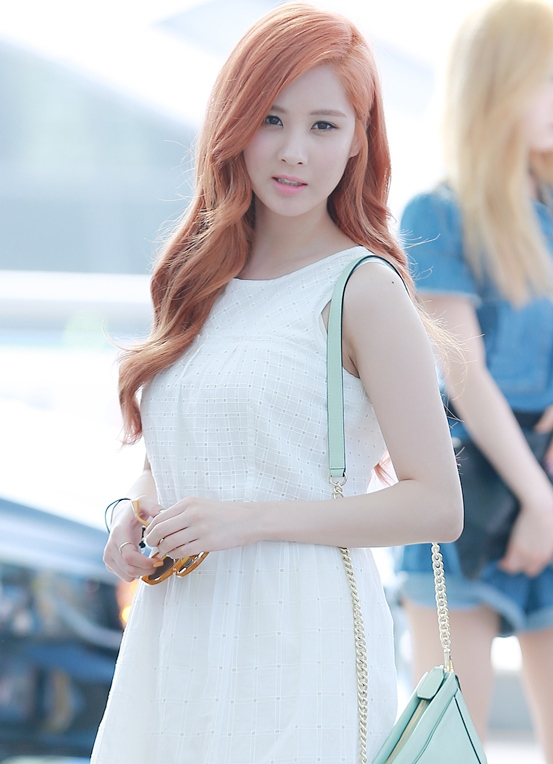
Seohyun år 2015

- Födelsenamn: Seo Joo Hyun (Hangul: 서주현; Hanja: 徐珠玄)
- Född: 28 juni 1991

Seohyun är en av Girls' Generations främsta lead-sångare och yngst i gruppen. Hon blev upptagen i SM år 2003.
År 2004 var Seohyun modell för SMART uniforms tillsammans med TVXQ. Tillsammans med Jessica och Tiffany har hon släppt singlarna "Oppa Nappa" och "Mabinogi (It's Fantastic)". I februari 2009 släpptes singeln "JjaRaJaJja" som Seohyun sjöng tillsammans med Joo Hyun-Mi. Seohyun och Taeyeon var röstskådespelare för den koreanska versionen av animation Dumma mig. Seohyun dubbade karaktären Edith, medan Taeyeons roll var Ediths äldre syster Margo. Utöver sina framträdanden med de andra gruppmedlemmar i olika tv-program samarbetade hon med sångaren och skådespelaren Jung Yong Hwa, sångare i bandet CN Blue, som ett gift par för MBC:s TV-show "We Got Married". De två blev kända som YongSeo-paret, eller "sötpotatisparet" på grund av Seohyuns kärlek för sötpotatis. Paret träffades första gången den 11 februari 2010, och filmade sitt sista avsnittet den 14 mars 2011, och lämnade showen den 2 april 2011, när deras sista avsnitt sändes.
Seohyun var med i SNSD:s första subenhet tillsammans med Taeyeon och Tiffany. De kallades TaeTiSeo (TTS) och släppte mini-albumet "Twinkle". Seohyun är tillsammans med gruppmedlemmarna Tiffany och Taeyeon programledare på MBC:s Show! Music Core sedan den 4 februari 2012.

### Jessica

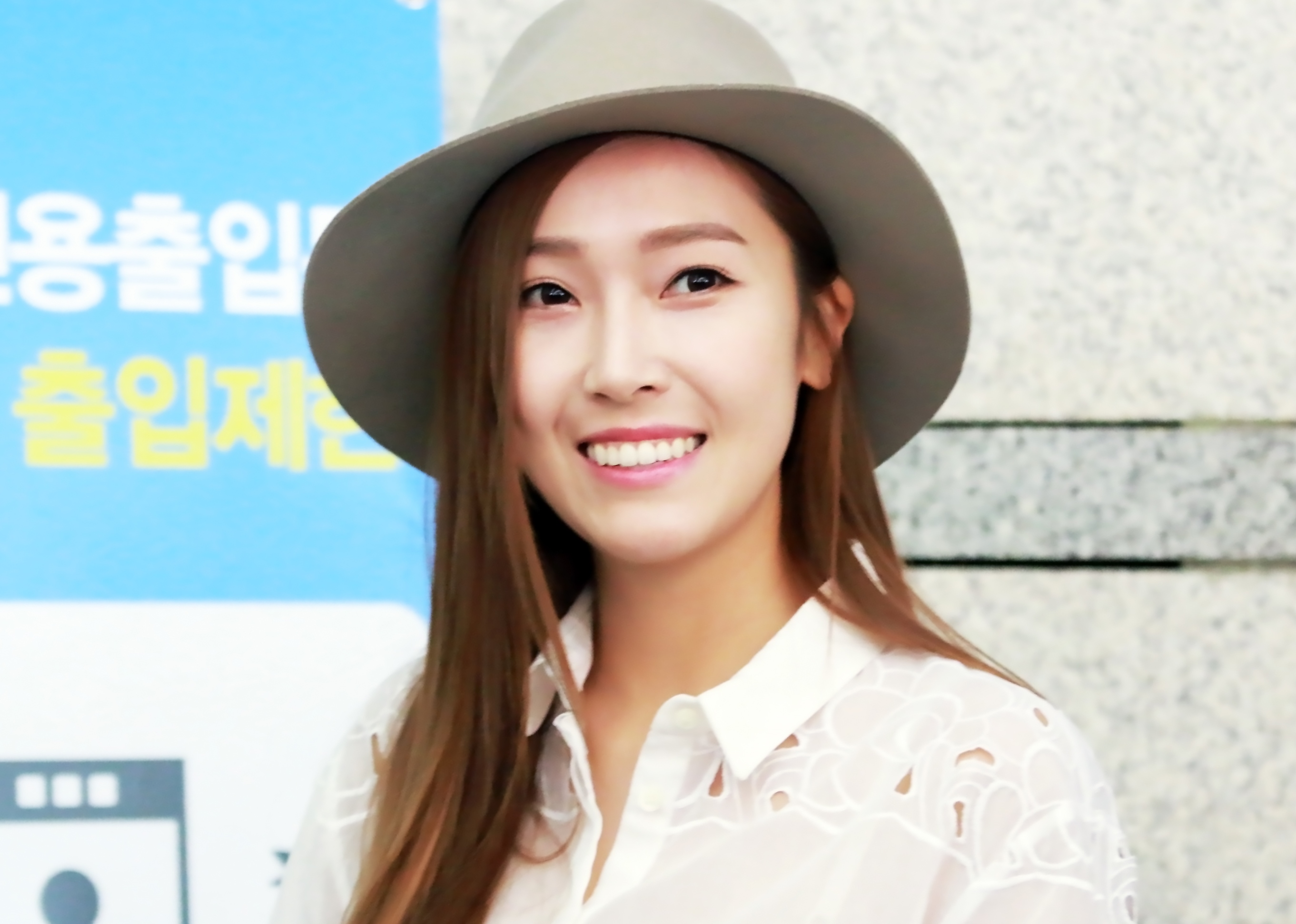
Jessica år 2015

- Födelsenamn: Jessica Jung, koreanskt namn Jung Soo Yeon (Hangul: 정수연 Hanja:鄭秀妍),
- Född: 18 april 1989

Jessica föddes i San Francisco och pratar därför både engelska och koreanska flytande. Hon provsjöng vid SM Casting System år 2000 och blev därefter tränad i sju år och sex månader innan hon debuterade som en av de främsta vokalisterna i Girls Generation.  
Hennes yngre syster Krystal är en av medlemmarna i tjejgruppen f(x). 
Jessica har tillsammans med gruppmedlemmarna Seohyun och Tiffany släppt singlarna "Oppa Nappa" och "Mabinogi (It's Fantastic)".
Hon medverkade i soundtracket för dramat "Heading to the Ground" med låten "Motion" som hon sjöng med de andra vokalisterna i gruppen.
Hon sjöng även låten för Caribbean Bay, "Cabi", med gruppmedlemmarna Taeyeon, Seohyun, Tiffany och Yuri och pojkgruppen 2PM.
Hon har medverkat i många duetter, bland annat "One Year Later" som hon sjöng tillsammans med SHINees ledare Onew. Låten fanns även med på Girls' Generations minialbum "Genie". - "Naengmyeon" som hon sjöng tillsammans med komikern och programledaren Park Myung Soo.
År 2009 gjorde Jessica musikaldebut som Elle Woods i den koreanska uppsättningen av Legally Blonde: the musical.
Den 29 september 2014 postade Jessica ett inlägg på sin Weibo om att hon inte längre var medlem i Girls' Generation samt att hon kände sig mycket besviken på SM och de andra åtta medlemmarna då hon anser att hon blev sparkad utan en rimlig anledning. SM hävdar att Jessica inte skall ha prioriterat Girls Generation och satt sitt nylanserade märke "BLANC" i första hand, samt att hon hade planer på att studera till designer i USA. Hon är själv VD för Blanc & Clear och grundare.  Jessica har kommit ut med två soloalbum "With Love J" och "Wonderland".

## Diskografi

### Album
| Albuminformation                                                        | Topplacering          | Topplacering   |           |
| Albuminformation                                                        | Sydkorea (Gaon Chart) | Japan (Oricon) |           |
| Koreanska                                                               | Koreanska             | Koreanska      | Koreanska |
| ----------------------------------------------------------------------- | --------------------- | -------------- | --------- |
| Girls' Generation (Studioalbum) - Nyutgåva: Baby Baby (13 mars 2008)    | —                     | —              |           |
| Gee (EP-skiva) - Släppt: 7 januari 2009                                 | 1                     | —              |           |
| Tell Me Your Wish (Genie) (EP-skiva) - Släppt: 29 juni 2009             | 1                     | —              |           |
| Oh! (Studioalbum) - Nyutgåva: Run Devil Run (22 mars 2010)              | 1                     | 54             |           |
| Hoot (EP-skiva) - Släppt: 27 oktober 2010                               | 1                     | 2              |           |
| The Boys (Studioalbum) - Nyutgåva: Mr. Taxi (8 december 2011)           | 1                     | 2              |           |
| I Got a Boy (Studioalbum) - Släppt: 1 januari 2013                      | 1                     | 7              |           |
| Mr.Mr. (EP-skiva) - Släppt: 24 februari 2014                            | 1                     | 11             |           |
| Lion Heart (Studioalbum) - Släppt: 19 augusti 2015                      | 1                     | 11             |           |
| Japanska                                                                |                       |                |           |
| Girls' Generation (Studioalbum) - Nyutgåva: The Boys (28 december 2011) | 1                     | 1              |           |
| Girls & Peace (Studioalbum) - Släppt: 28 november 2012                  | 1                     | 3              |           |
| Love & Peace (Studioalbum) - Släppt: 10 december 2013                   | 1                     | 1              |           |

### Singlar
| År        | Titel                       | Topplacering          | Topplacering   |
| År        | Titel                       | Sydkorea (Gaon Chart) | Japan (Oricon) |
| Koreanska | Koreanska                   | Koreanska             | Koreanska      |
| --------- | --------------------------- | --------------------- | -------------- |
| 2007      | "Into the New World"        | 4                     | —              |
| 2007      | "Girls' Generation"         | 5                     | —              |
| 2008      | "Kissing You"               | 2                     | —              |
| 2008      | "Baby Baby"                 | 3                     | —              |
| 2009      | "Gee"                       | 1                     | —              |
| 2009      | "Tell Me Your Wish (Genie)" | 1                     | —              |
| 2009      | "Chocolate Love"            | 3                     | —              |
| 2010      | "Oh!"                       | 1                     | —              |
| 2010      | "Run Devil Run"             | 1                     | —              |
| 2010      | "Hoot"                      | 1                     | —              |
| 2011      | "The Boys"                  | 1                     | —              |
| 2011      | "Mr. Taxi"                  | 9                     | —              |
| 2012      | "Dancing Queen"             | 1                     | —              |
| 2013      | "I Got a Boy"               | 1                     | —              |
| 2014      | "Mr.Mr."                    | 1                     | —              |
| 2015      | "Catch Me If You Can"       | 1                     | —              |
| 2015      | "Party"                     | 1                     | —              |
| 2015      | "Lion Heart"                | 1                     | —              |
| 2015      | "You Think"                 | 1                     | —              |
| 2016      | "Sailing (0805)"            | 1                     | —              |
| Japanska  |                             |                       |                |
| 2010      | "Genie"                     | —                     | 4              |
| 2010      | "Gee"                       | —                     | 2              |
| 2011      | "Mr. Taxi"                  | —                     | 2              |
| 2011      | "Run Devil Run"             | —                     | 2              |
| 2012      | "Paparazzi"                 | —                     | 2              |
| 2012      | "Oh!"                       | —                     | 1              |
| 2012      | "Flower Power"              | —                     | 5              |
| 2013      | "Love & Girls"              | —                     | 4              |
| 2013      | "Galaxy Supernova"          | —                     | 3              |
| 2015      | "Catch Me If You Can"       | —                     | 8              |
| Engelska  |                             |                       |                |
| 2011      | "The Boys"                  | 62                    | —              |